# بمباردیه ترانسپورتیشن
بمباردیه ترانسپورتیشن (انگلیسی: Bombardier Transportation)، شرکت ساخت تجهیزات ریلی شرکت بمباردیه بود که اکنون بخشی از آلستوم است.
این شرکت که در سال ۱۹۷۴ تأسیس شده و مقر آن در شهر برلین بوده از بزرگترین شرکت‌های جهان در زمینه تولید، تعمیر و نگهداری وسایل نقلیه ریلی بود.
بمباردیه ترانسپورتیشن سازنده وسایل نقلیه ریلی مسافری، لوکوموتیو و هزارچرخ بوده‌است.

## محصولات و خدمات

### مترو
- متروی آنکارا: Modified H-6

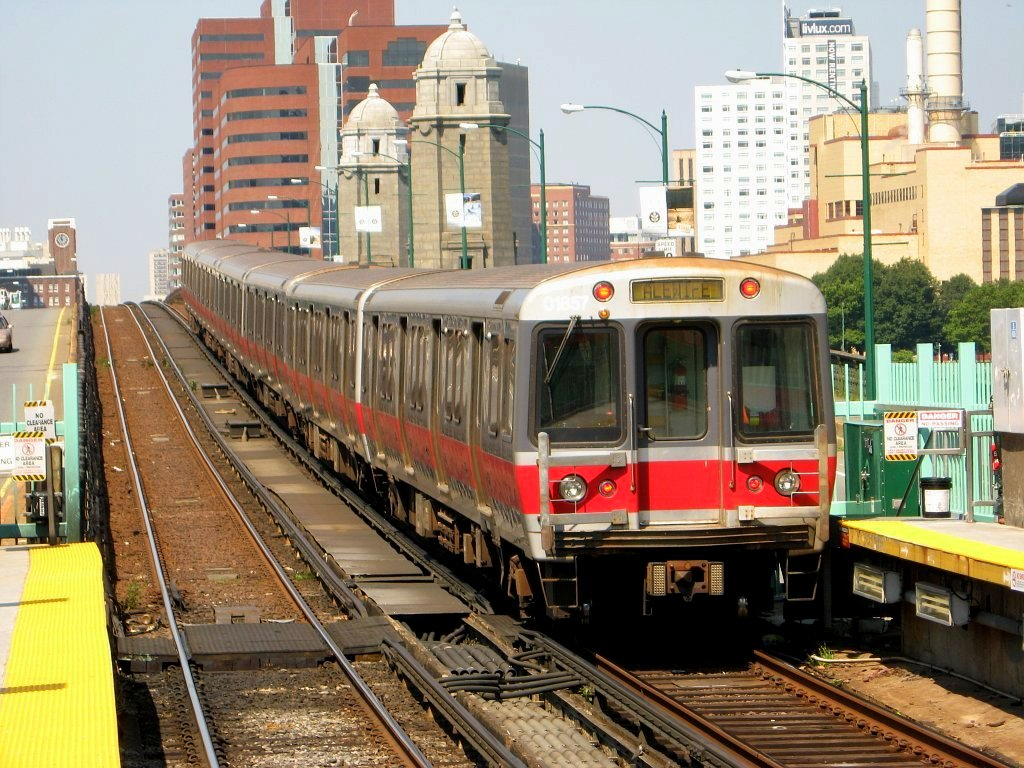
MBTA Red Line train (Boston Subway)

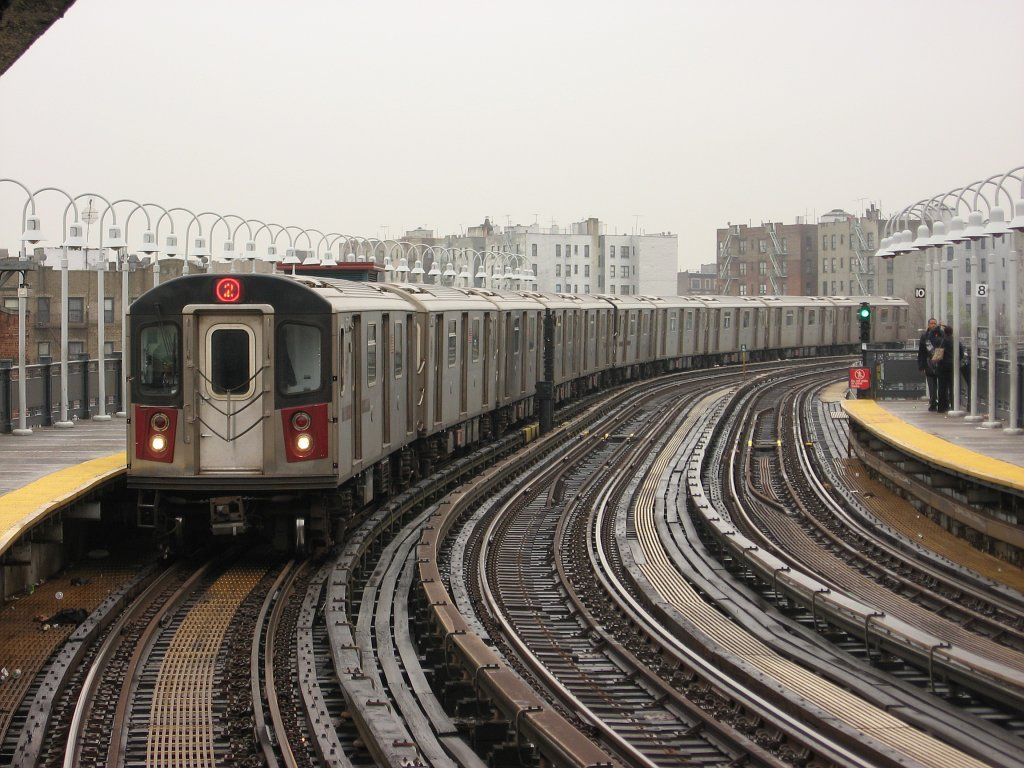
R142 car (NYC Subway)

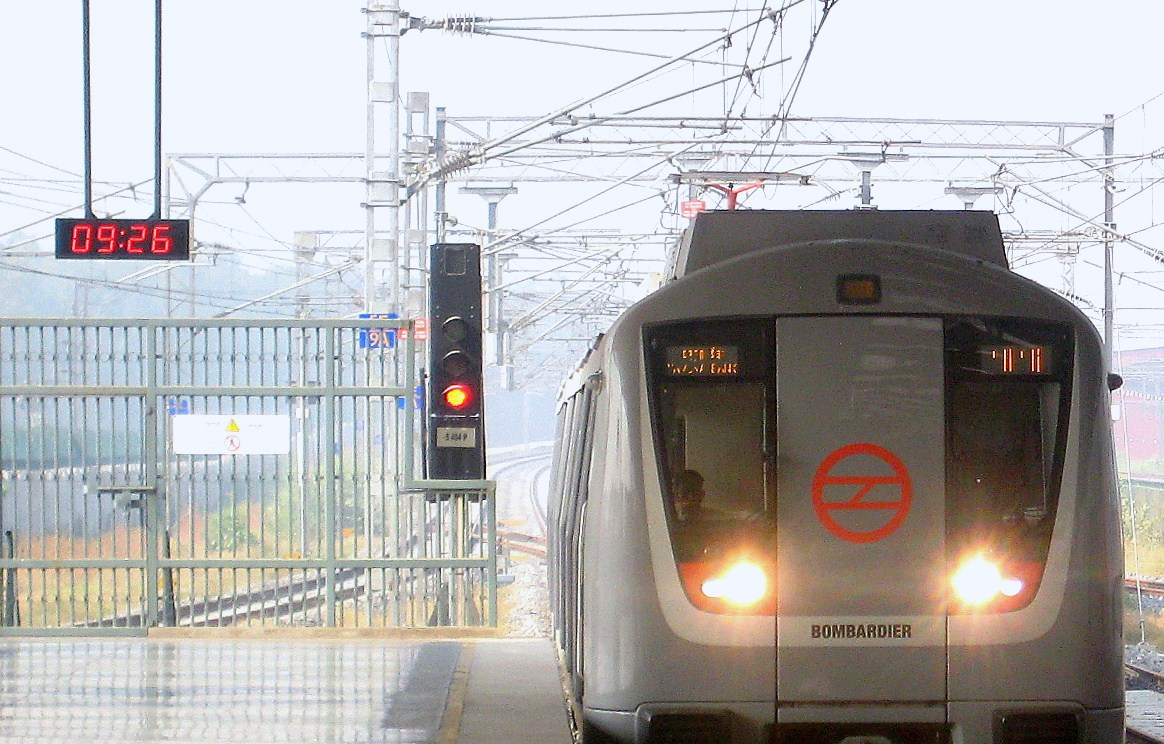
متروی دهلی broad gauge train, manufactured by Bombardier.

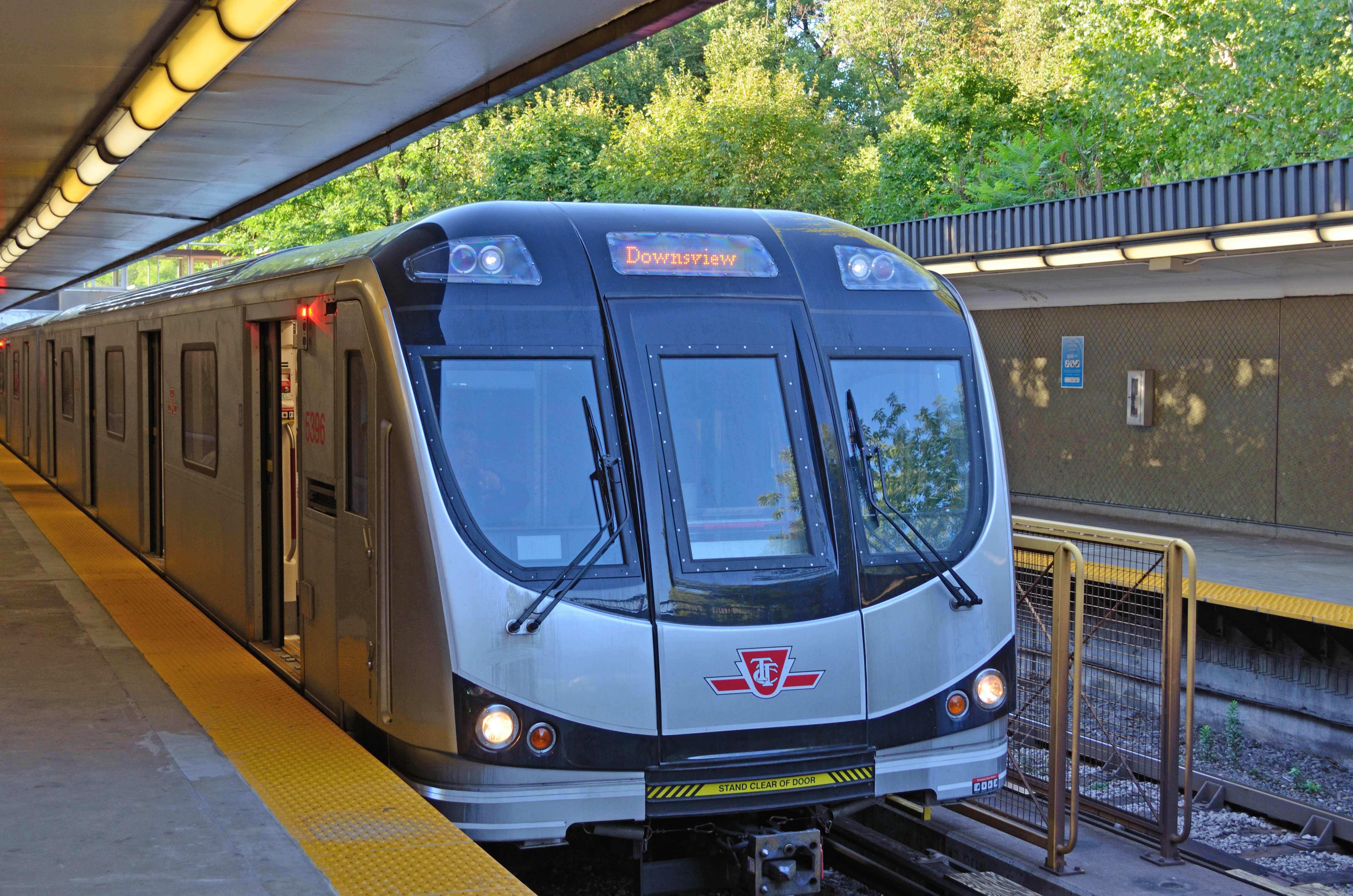
تورنتو TR subway car

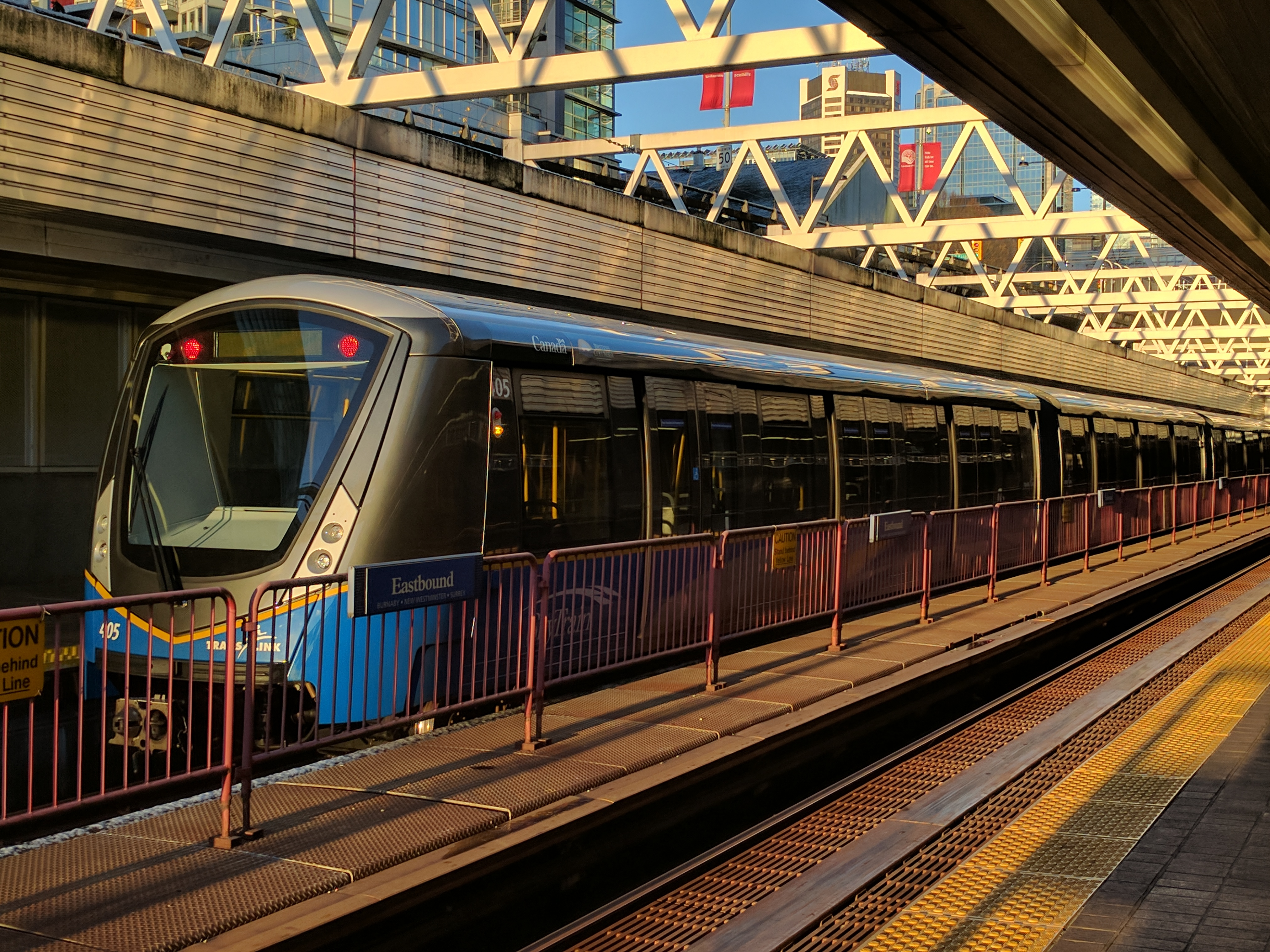
Bombardier Innovia Metro 300 car at اسکای‌ترین (ونکوور)

- انتقال‌گر سریع منطقه خلیج: 775-car "Fleet of the Future"; contract for 410 cars (Type D and E cars) awarded May 2012[۴][۵]
- متروی پکن: Innovia ART 200 (ART Mark II) cars for the Airport Express line
- متروی برلین: H & HK train stocks
- متروی ام‌بی‌تی‌ای: "#3 Red Line" cars (01800 series)
- متروی بخارست: Movia 346 for lines 1,2 and 3
- متروی شیکاگو: 5000 series
- متروی دهلی: Broad-gauge Movia trainsets[۶][۷]
- دبترویت پیپل موور: Innovia ART 100 (ART Mark I)
- قطار سبک داکلندز: all rolling stock
- متروی هلسینکی: M200
- کراس‌ریل: Aventra Class 345[۸]
- متروی لندن: 2009 Stock (خط ویکتوریا), S Stock (subsurface routes)
- متروی مونترآل: MR-73, MPM-10 (project leader, with آلستوم providing underfloor equipment)
- متروی مکزیکو سیتی
- متروی نیویورک سیتی: R62A, R110B, R142, and R179
- متروی روتردام: Series 5300, Series 5400, Series 5500 (R Stock / RSG3), and 5600 Series (R Stock / SG3)
- متروی شانگهای: Movia 456
- متروی سنگاپور: Movia C951 for Downtown MRT Line
- متروی تایپه: The extension line of Muzha Line system, which entered official operation on 4 July 2009. Innovia APM 256
- متروی تورنتو: T1 and TR (based on Movia) subway cars; S-series RT cars (Produced by UTDC).
- اسکای‌ترین (ونکوور): Innovia ART 100, 200 and 300 (ART Mark I, Mark II and Mark III)

### مونوریل
- والت دیزنی ورلد 1989 - The Mark VI monorail still in operation today
- فرودگاه بین‌المللی تمپا monorail 1991; system built by Bombardier
- مونوریل لاس وگاس 1995 - The Mark VI monorail still in operation today

### قطار تندرو

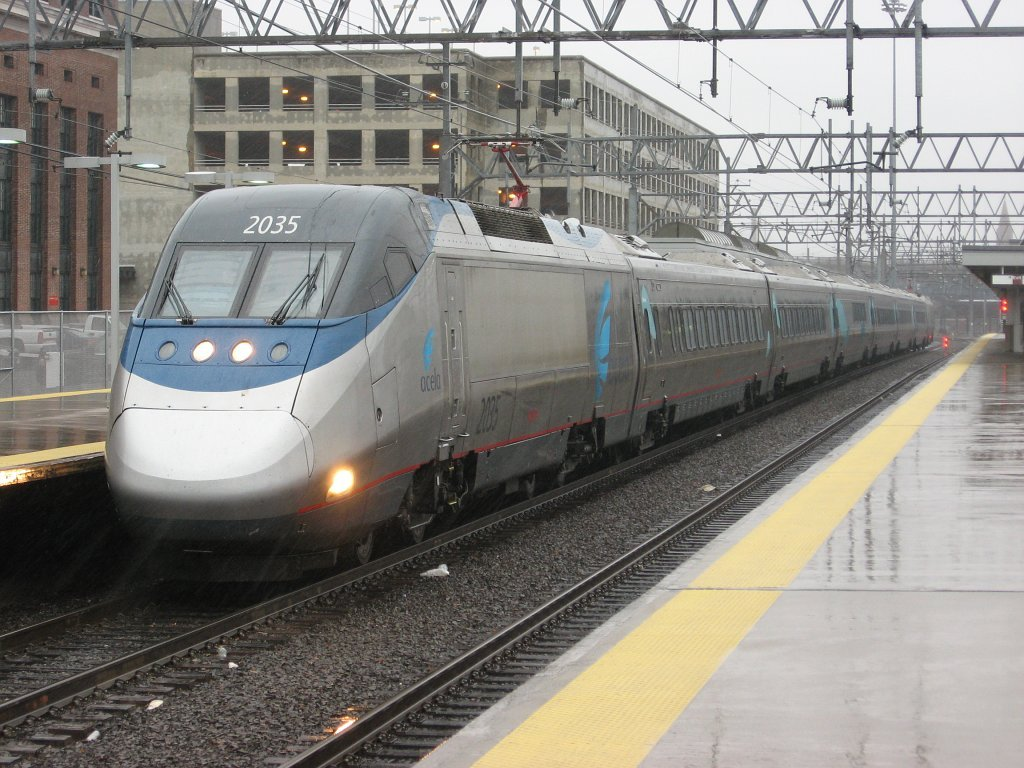
قطار آسلا اکسپرس

- آسلا اکسپرس (leader of a project in which آلستوم is a participant)
- اینترسیتی-اکسپرس (participant in a زیمنس-led project)